# Leto (Rapper)

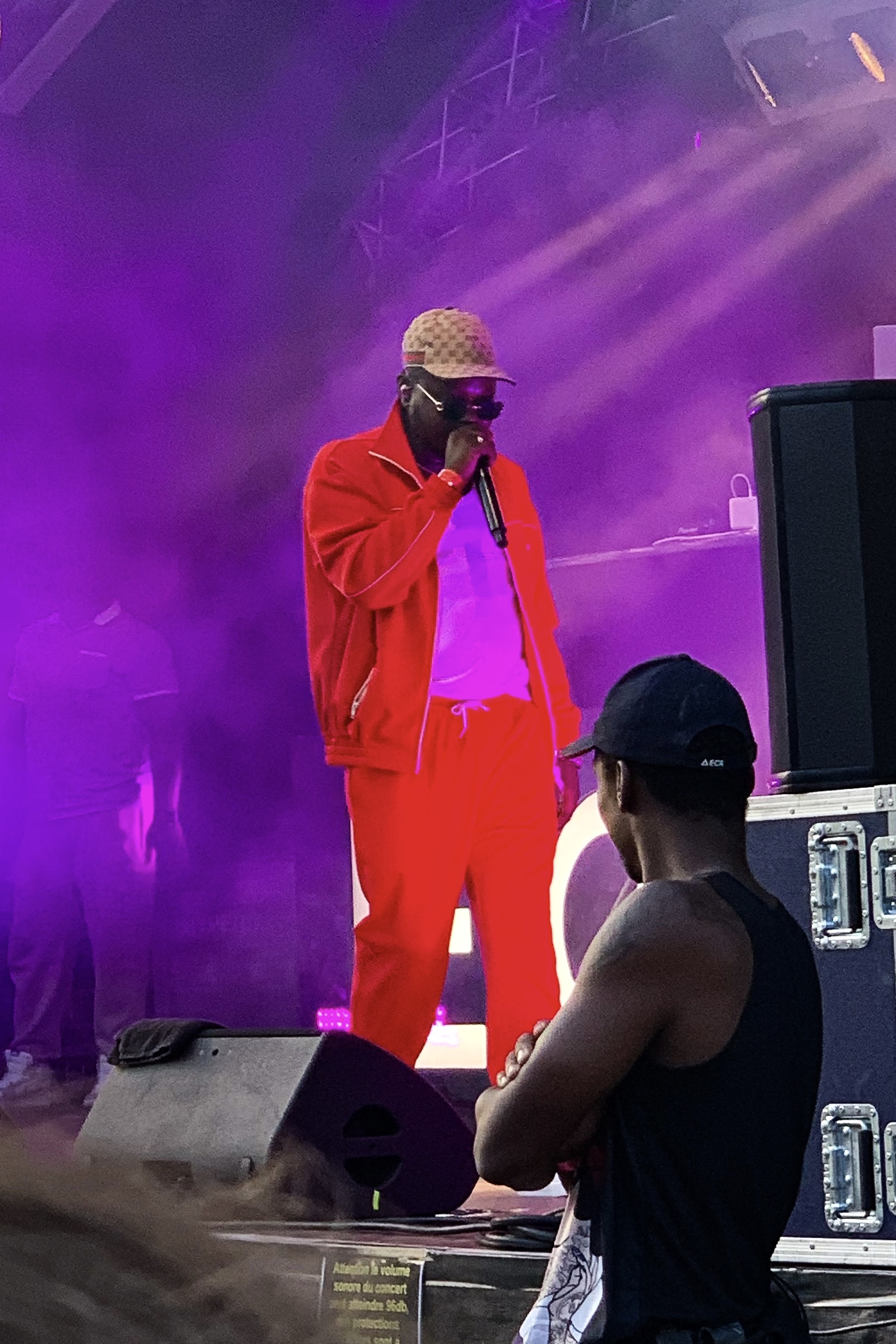
Leto (2022)

Leto (eigentlich Henoc Pierrick Bofenda) ist ein französischer Rapper aus Paris.

## Biografie
Henoc Pierrick Bofenda, mit Rappername Leto, stammt aus dem 17. Arrondissement von Paris aus dem als Porte Saint-Ouen bekannten Gebiet. Danach benannte er auch das Rapduo PSO Thug, das er 2013 zusammen mit Aéro gründete. Sie begannen mit eigenen Veröffentlichungen und hatten 2016 mit Démoniak ihr erstes Chartalbum. Daneben war er auch solo aktiv und im März 2018 kam er erst zusammen mit der Rapgruppe 4Keus und dem Song Hood und danach mit der eigenen Single Avon Barksdale mit Unterstützung von Ninho in die französischen Charts. Mit seinem ersten Solo-Mixtape Trapstar erreichte er im Monat darauf Platz 30.
Nachdem das zweite PSO-Thug-Album Pause im Herbst nicht in die Top 100 gekommen war, war er ab 2019 verstärkt solo tätig, unter anderem mit einer Freestyle-Serie mit dem Titel Double Bang. Sein erster großer Hit war Tes parents, erneut in Kollaboration mit Ninho, das Platz 18 und Platinstatus erreichte. Das zugehörige Mixtape Trapstar 2 bekam Gold und platzierte sich auch in den französischsprachigen Nachbarländern. Danach hatte er noch mehrere Erfolge in den Top 100, bevor er 2020 mit der EP Virus erstmals in die Top 10 der Albumcharts kam. Sie war einerseits eine Anspielung an die aufgekommene COVID-19-Pandemie und andererseits die Vorankündigung seines Debütalbums: 100 visages stieg im August auf Platz 3 ein und hielt sich danach über ein Jahr in den Charts. Die Albumsingle Macaroni, erneut mit Ninho als Gast, kam auf Platz 2 und brachte ihm das zweite Platin.
Nach der Veröffentlichung trat er erst einmal überwiegend als Gast bei anderen Rappern in Erscheinung und war an einigen Hits beteiligt. Ma jolie mit Zola und La vie du binks mit Ninho, Da Uzi und Sch erreichten die Top 10. Im September 2021 erschien dann sein zweites Soloalbum 17 %. Damit erreichte er erstmals Platz 1 der Charts. Mapessa mit Tiakola (von 4Keus) war sein zweiter eigener Top-10-Hit in den Singlecharts und bekam eine Goldauszeichnung.

## Diskografie

### Alben
| Jahr | Titel Musiklabel                              | Höchstplatzierung, Gesamtwochen, AuszeichnungChartplatzierungen (Jahr, Titel, Musiklabel, Platzierungen, Wochen, Auszeichnungen, Anmerkungen) | Höchstplatzierung, Gesamtwochen, AuszeichnungChartplatzierungen (Jahr, Titel, Musiklabel, Platzierungen, Wochen, Auszeichnungen, Anmerkungen) | Höchstplatzierung, Gesamtwochen, AuszeichnungChartplatzierungen (Jahr, Titel, Musiklabel, Platzierungen, Wochen, Auszeichnungen, Anmerkungen) | Anmerkungen                                            |
| Jahr | Titel Musiklabel                              | FR | BEW | CH | Anmerkungen                                            |
| ---- | --------------------------------------------- | --- | --- | --- | ------------------------------------------------------ |
| 2018 | Trapstar Rec. 118 (WMG)                       | FR30 (7 Wo.)FR | BEW103 (3 Wo.)BEW | — | Erstveröffentlichung: 6. April 2018 Mixtape            |
| 2019 | Trapstar 2 Rec. 118 (WMG)                     | FR10 Platin · (63 Wo.)FR | BEW26 (18 Wo.)BEW | CH52 (1 Wo.)CH | Erstveröffentlichung: 5. Juli 2019 Mixtape             |
| 2020 | Virus: avant l’album Rec. 118 (WMG)           | FR8 Gold · (24 Wo.)FR | BEW13 (9 Wo.)BEW | — | Erstveröffentlichung: 17. April 2020 EP                |
| 2020 | 100 visages Rec. 118 (WMG)                    | FR3 Platin · (54 Wo.)FR | BEW4 (21 Wo.)BEW | CH13 (2 Wo.)CH | Erstveröffentlichung: 28. August 2020                  |
| 2021 | 17 % Rec. 118 (WMG)                           | FR1 Platin · (121 Wo.)FR | BEW4 (53 Wo.)BEW | CH10 (7 Wo.)CH | Erstveröffentlichung: 17. September 2021               |
| 2022 | Jusqu’aux étoiles Rec. 118 (WMG)              | FR6 (13 Wo.)FR | BEW15 (5 Wo.)BEW | CH30 (1 Wo.)CH | Erstveröffentlichung: 11. November 2022 mit Guy2bezbar |
| 2023 | Trapstar 3 Rec. 118 (Winterfell)              | FR2 Gold · (32 Wo.)FR | BEW4 (15 Wo.)BEW | CH7 (2 Wo.)CH | Erstveröffentlichung: 20. Oktober 2023 Mixtape         |
| 2024 | Capitaine fait de l’art Rec. 118 (Winterfell) | FR13 (… Wo.)FR | BEW16 (13 Wo.)BEW | CH45 (1 Wo.)CH | Erstveröffentlichung: 19. Juli 2024                    |
| 2025 | Life Rec. 118 (Winterfell)                    | FR7 (13 Wo.)FR | BEW16 (4 Wo.)BEW | CH21 (1 Wo.)CH | Erstveröffentlichung: 31. Januar 2025                  |
| 2025 | EP avant l’album Rec. 118 (Winterfell)        | FR34 (… Wo.)FR | BEW42 (… Wo.)BEW | CH71 (1 Wo.)CH | Erstveröffentlichung: 6. Juni 2025                     |

### Singles
| Jahr | Titel Album                                            | Höchstplatzierung, Gesamtwochen, AuszeichnungChartplatzierungen (Jahr, Titel, Album, Platzierungen, Wochen, Auszeichnungen, Anmerkungen) | Höchstplatzierung, Gesamtwochen, AuszeichnungChartplatzierungen (Jahr, Titel, Album, Platzierungen, Wochen, Auszeichnungen, Anmerkungen) | Höchstplatzierung, Gesamtwochen, AuszeichnungChartplatzierungen (Jahr, Titel, Album, Platzierungen, Wochen, Auszeichnungen, Anmerkungen) | Anmerkungen                                                        |
| Jahr | Titel Album                                            | FR | BEW | CH | Anmerkungen                                                        |
| --- | ------------------------------------------------------ | --- | --- | --- | ------------------------------------------------------------------ |
| 2018 | Avon Barksdale Trapstar                                | FR124 (3 Wo.)FR | — | — | Erstveröffentlichung: 23. März 2018 feat. Ninho                    |
| 2019 | Double Bang 5 –                                        | FR164 (1 Wo.)FR | — | — | Erstveröffentlichung: 18. Januar 2019                              |
| 2019 | Double Bang 6 –                                        | FR152 (1 Wo.)FR | — | — | Erstveröffentlichung: 1. März 2019                                 |
| 2019 | Double Bang 7 –                                        | FR184 (1 Wo.)FR | — | — | Erstveröffentlichung: 12. April 2019                               |
| 2019 | Tes parents Trapstar 2                                 | FR18 Diamant · (42 Wo.)FR | — | — | Erstveröffentlichung: 5. Juli 2019 feat. Ninho                     |
| 2019 | Double Bang 8 –                                        | FR89 (3 Wo.)FR | — | — | Erstveröffentlichung: 25. Dezember 2019                            |
| 2020 | Double Bang 9 –                                        | FR80 (2 Wo.)FR | — | — | Erstveröffentlichung: 25. März 2020                                |
| 2020 | Train de vie Virus: avant l’album                      | FR11 Diamant · (26 Wo.)FR | — | — | Erstveröffentlichung: 17. April 2020 feat. PLK                     |
| 2020 | Paris c’est magique 100 visages                        | FR30 Gold · (11 Wo.)FR | — | — | Erstveröffentlichung: 26. Juni 2020                                |
| 2020 | Nouveaux riches 100 visages                            | FR17 Gold · (7 Wo.)FR | — | — | Erstveröffentlichung: 31. Juli 2020 feat. Niska                    |
| 2020 | Booska 100 visages –                                   | FR179 (1 Wo.)FR | — | — | Erstveröffentlichung: 21. August 2020                              |
| 2021 | Double Bang 10 –                                       | FR12 (6 Wo.)FR | — | — | Erstveröffentlichung: 27. Januar 2021                              |
| 2021 | La calle 4 (favelas de Paname) –                       | FR92 (1 Wo.)FR | — | — | Erstveröffentlichung: 14. Mai 2021 mit Guy2Bezbar                  |
| 2021 | Sale histoire –                                        | FR59 (2 Wo.)FR | — | — | Erstveröffentlichung: 11. Juni 2021                                |
| 2021 | Mozart Capitaine Jackson – Episode 1 –                 | FR45 Gold · (5 Wo.)FR | — | — | Erstveröffentlichung: 11. August 2021                              |
| 2021 | Tout recommencer 17 %                                  | FR25 (6 Wo.)FR | — | — | Erstveröffentlichung: 2. September 2021                            |
| 2021 | Big Meech –                                            | FR26 Gold · (3 Wo.)FR | — | — | Erstveröffentlichung: 28. Oktober 2021 mit Gazo                    |
| 2022 | Mozart Capitaine Jackson – Episode 2 –                 | FR24 Gold · (13 Wo.)FR | — | — | Erstveröffentlichung: 16. Februar 2022                             |
| 2022 | Près de la lune –                                      | FR96 (1 Wo.)FR | — | — | Erstveröffentlichung: 24. Juni 2022                                |
| 2022 | Fais de l’argent –                                     | FR52 (3 Wo.)FR | — | — | Erstveröffentlichung: 22. Juli 2022 mit Guy2Bezbar                 |
| 2022 | 1 à 10 (Redbull sur mesure) –                          | FR190 (1 Wo.)FR | — | — | Erstveröffentlichung: 29. September 2022 mit Guy2Bezbar            |
| 2022 | Fly Jusqu’aux étoiles                                  | FR49 (3 Wo.)FR | — | — | Erstveröffentlichung: 7. Oktober 2022 mit Guy2Bezbar               |
| 2022 | Sosa Jusqu’aux étoiles                                 | FR11 Platin · (14 Wo.)FR | BEW46 (1 Wo.)BEW | — | Erstveröffentlichung: 11. November 2022 mit Guy2Bezbar             |
| 2023 | Pso bop –                                              | FR93 (1 Wo.)FR | — | — | Erstveröffentlichung: 10. Februar 2023                             |
| 2023 | Zaza –                                                 | FR66 (2 Wo.)FR | — | — | Erstveröffentlichung: 5. Mai 2023                                  |
| 2023 | Immonde Trapstar 3                                     | FR43 (6 Wo.)FR | — | — | Erstveröffentlichung: 8. September 2023 feat. Koba LaD             |
| 2023 | Préjudice Trapstar 3                                   | FR22 (5 Wo.)FR | — | — | Erstveröffentlichung: 29. September 2023                           |
| 2024 | Enlève tes pes-sa –                                    | FR55 (3 Wo.)FR | — | — | Erstveröffentlichung: 9. Mai 2024 feat. Jksn, Kaaris & La Mano 1.9 |
| 2024 | Tout gâché Capitaine fait de l’art                     | FR25 Gold · (12 Wo.)FR | — | — | Erstveröffentlichung: 31. Mai 2024                                 |
| 2024 | Sentiments billets de 100 Life                         | FR70 (7 Wo.)FR | — | — | Erstveröffentlichung: 13. Dezember 2024                            |
| 2025 | Mozart Capitaine Jackson – Episode 4 –                 | FR137 (1 Wo.)FR | — | — | Erstveröffentlichung: 9. Mai 2025                                  |
| 2025 | X-ADV –                                                | FR162 (1 Wo.)FR | — | — | Erstveröffentlichung: 18. Juli 2025 mit Lamatrix & Ninho           |
| Folgende Lieder erschienen nicht als Single, wurden aber durch das Album zum Download und Streaming bereitgestellt und konnten somit eine Platzierung erlangen: |                                                        | | | |                                                                    |
| |                                                        | | | |                                                                    |
| 2019 | A&H Trapstar 2                                         | FR104 Diamant · (13 Wo.)FR | — | — |                                                                    |
| 2019 | Tu déconnes Trapstar 2                                 | FR125 (1 Wo.)FR | — | — | feat. Rim'K                                                        |
| 2020 | Double Binks Virus: avant l’album                      | FR18 Gold · (8 Wo.)FR | — | — | feat. Ninho & Zed                                                  |
| 2020 | Changer de vie Virus: avant l’album                    | FR27 (3 Wo.)FR | — | — |                                                                    |
| 2020 | Mec de la rue Virus: avant l’album                     | FR57 (1 Wo.)FR | — | — | feat. Ninho & Zed                                                  |
| 2020 | Drill Papers Virus: avant l’album                      | FR62 (1 Wo.)FR | — | — | feat. Ninho & Zed                                                  |
| 2020 | Mannequin Virus: avant l’album                         | FR67 (1 Wo.)FR | — | — | mit S.Pri Noir                                                     |
| 2020 | Rock n Puff Neverland                                  | FR123 (1 Wo.)FR | — | — | mit Rk                                                             |
| 2020 | Macaroni 100 visages                                   | FR2 Diamant · (45 Wo.)FR | BEW40 (1 Wo.)BEW | CH36 (3 Wo.)CH | feat. Ninho                                                        |
| 2020 | Charbon 100 visages                                    | FR27 (3 Wo.)FR | — | — | feat. Booba                                                        |
| 2020 | Mélodie 100 visages                                    | FR33 Gold · (3 Wo.)FR | — | — |                                                                    |
| 2020 | 100 visages                                            | FR38 (2 Wo.)FR | — | — |                                                                    |
| 2020 | Mozart 100 visages                                     | FR44 (2 Wo.)FR | — | — |                                                                    |
| 2020 | Tristesse 100 visages                                  | FR51 (2 Wo.)FR | — | — |                                                                    |
| 2020 | Nicki 100 visages                                      | FR55 (2 Wo.)FR | — | — |                                                                    |
| 2020 | Big Money 100 visages                                  | FR57 (2 Wo.)FR | — | — | feat. Lacrim                                                       |
| 2020 | Le nord 100 visages                                    | FR61 (2 Wo.)FR | — | — |                                                                    |
| 2020 | T’es allée où? 100 visages                             | FR74 (1 Wo.)FR | — | — | feat. Soolking                                                     |
| 2020 | Détruire et aimer 100 visages                          | FR78 (1 Wo.)FR | — | — |                                                                    |
| 2020 | Trafiquants 100 visages                                | FR84 (1 Wo.)FR | — | — |                                                                    |
| 2020 | Gangsta 100 visages                                    | FR89 (1 Wo.)FR | — | — |                                                                    |
| 2021 | Vie de star 20/21                                      | FR22 Platin · (23 Wo.)FR | — | — | feat. Ninho                                                        |
| 2021 | On ira loin En Passant Pécho                           | FR149 (1 Wo.)FR | — | — | mit Kore                                                           |
| 2021 | 17 % 17 %                                              | FR11 Gold · (5 Wo.)FR | — | — |                                                                    |
| 2021 | Power 17 %                                             | FR20 (3 Wo.)FR | — | — |                                                                    |
| 2021 | Rihanna 17 %                                           | FR28 Gold · (4 Wo.)FR | — | — |                                                                    |
| 2021 | Petit frère 17 %                                       | FR37 (2 Wo.)FR | — | — |                                                                    |
| 2021 | Mapessa 17 %                                           | FR8 Diamant · (56 Wo.)FR | — | CH64 (1 Wo.)CH | feat. Tiakola                                                      |
| 2021 | Derrière nos tours 17 %                                | FR35 (3 Wo.)FR | — | — | feat. Maes                                                         |
| 2021 | Ouais ouais 17 %                                       | FR47 (3 Wo.)FR | — | — | feat. Hamza                                                        |
| 2021 | Christian Dior 17 %                                    | FR101 (1 Wo.)FR | — | — | feat. MHD                                                          |
| 2021 | T’avais raison 17 %                                    | FR114 (1 Wo.)FR | — | — |                                                                    |
| 2021 | Truc en moi 17 %                                       | FR119 (1 Wo.)FR | — | — | feat. Cheu-B & Kepler                                              |
| 2021 | Prada 17 %                                             | FR122 (1 Wo.)FR | — | — |                                                                    |
| 2021 | All Eyez on Me 17 %                                    | FR130 (1 Wo.)FR | — | — |                                                                    |
| 2021 | Outro 17 %                                             | FR134 (1 Wo.)FR | — | — |                                                                    |
| 2021 | Vibes 17 %                                             | FR138 (1 Wo.)FR | — | — |                                                                    |
| 2021 | Jeune soldat 17 %                                      | FR143 (1 Wo.)FR | — | — |                                                                    |
| 2021 | Franklin Saint 17 %                                    | FR152 (1 Wo.)FR | — | — |                                                                    |
| 2022 | Trop frais 17 % (Extension)                            | FR153 (1 Wo.)FR | — | — | feat. Guy2Bezbar                                                   |
| 2022 | O. G. 17 % (Extension)                                 | FR200 (1 Wo.)FR | — | — | feat. Dinos                                                        |
| 2022 | TP1G Jusqu’aux étoiles                                 | FR51 (2 Wo.)FR | — | — | mit Guy2Bezbar                                                     |
| 2022 | Tchapalo Jusqu’aux étoiles                             | FR69 (1 Wo.)FR | — | — | mit Guy2Bezbar feat. SDM                                           |
| 2022 | La capitale est sous contrôle Jusqu’aux étoiles        | FR114 (1 Wo.)FR | — | — | mit Guy2Bezbar                                                     |
| 2022 | Décisions Jusqu’aux étoiles                            | FR133 (1 Wo.)FR | — | — | mit Guy2Bezbar                                                     |
| 2022 | Barrio Jusqu’aux étoiles                               | FR137 (1 Wo.)FR | — | — | mit Guy2Bezbar feat. Koba LaD                                      |
| 2022 | Rockstar Jusqu’aux étoiles                             | FR157 (1 Wo.)FR | — | — | mit Guy2Bezbar                                                     |
| 2022 | Ghetto Jusqu’aux étoiles                               | FR196 (1 Wo.)FR | — | — | mit Guy2Bezbar                                                     |
| 2023 | Dans le noir Trapstar 3                                | FR11 (7 Wo.)FR | — | — | feat. Gazo                                                         |
| 2023 | Sur le banc Trapstar 3                                 | FR15 (3 Wo.)FR | — | — | feat. SDM                                                          |
| 2023 | God Bless Trapstar 3                                   | FR18 (3 Wo.)FR | — | — | feat. Tiakola                                                      |
| 2023 | 187 mesures Trapstar 3                                 | FR20 (2 Wo.)FR | — | — | feat. Ninho                                                        |
| 2023 | Toute épreuve Trapstar 3                               | FR50 (1 Wo.)FR | — | — |                                                                    |
| 2023 | Vovo Trapstar 3                                        | FR52 (1 Wo.)FR | — | — |                                                                    |
| 2023 | Ze pequeno Trapstar 3                                  | FR64 (1 Wo.)FR | — | — |                                                                    |
| 2023 | Koke Trapstar 3                                        | FR74 (1 Wo.)FR | — | — |                                                                    |
| 2023 | Tchtouchouchou Trapstar 3                              | FR82 (1 Wo.)FR | — | — |                                                                    |
| 2023 | Un monde imparfait Trapstar 3                          | FR85 (1 Wo.)FR | — | — |                                                                    |
| 2023 | Gang Gang Trapstar 3                                   | FR89 (1 Wo.)FR | — | — |                                                                    |
| 2023 | Libérez mes gars Trapstar 3                            | FR90 (1 Wo.)FR | — | — |                                                                    |
| 2023 | Yeah Trapstar 3                                        | FR91 (1 Wo.)FR | — | — |                                                                    |
| 2023 | Je m’en souviens Trapstar 3                            | FR94 (1 Wo.)FR | — | — |                                                                    |
| 2023 | Je me demande Trapstar 3                               | FR109 (1 Wo.)FR | — | — |                                                                    |
| 2023 | One Love Trapstar 3                                    | FR146 (1 Wo.)FR | — | — |                                                                    |
| 2024 | J’ai l’impression Capitaine fait de l’art              | FR192 (1 Wo.)FR | — | — |                                                                    |
| 2024 | J’crois qu’ils ont pas compris Capitaine fait de l’art | FR3 Diamant · (32 Wo.)FR | BEW13 Gold · (10 Wo.)BEW | CH47 (5 Wo.)CH | Videoauskopplung: 14. August 2024                                  |
| 2024 | TNF Capitaine fait de l’art                            | FR162 (3 Wo.)FR | — | — |                                                                    |
| 2025 | Rodeo Drive Life                                       | FR51 (3 Wo.)FR | — | — | feat. Hamza                                                        |
| 2025 | Jamais on stresse Life                                 | FR143 (1 Wo.)FR | — | — |                                                                    |

### Als Gastmusiker
| Jahr | Titel Album                                   | Höchstplatzierung, Gesamtwochen, AuszeichnungChartplatzierungen (Jahr, Titel, Album, Platzierungen, Wochen, Auszeichnungen, Anmerkungen) | Höchstplatzierung, Gesamtwochen, AuszeichnungChartplatzierungen (Jahr, Titel, Album, Platzierungen, Wochen, Auszeichnungen, Anmerkungen) | Höchstplatzierung, Gesamtwochen, AuszeichnungChartplatzierungen (Jahr, Titel, Album, Platzierungen, Wochen, Auszeichnungen, Anmerkungen) | Anmerkungen                                                                                            |
| Jahr | Titel Album                                   | FR | BEW | CH | Anmerkungen                                                                                            |
| --- | --------------------------------------------- | --- | --- | --- | --- |
| 2019 | Pour un jeu –                                 | FR27 Gold · (4 Wo.)FR | — | — | Erstveröffentlichung: 27. September 2019 Kaza feat. Leto                                               |
| 2019 | Alibi Rémy d’Auber                            | FR34 Gold · (14 Wo.)FR | — | — | Erstveröffentlichung: 23. Oktober 2019 Remy feat. Leto                                                 |
| 2020 | C’est mort Ma ruche                           | FR42 (6 Wo.)FR | — | — | Erstveröffentlichung: 8. Januar 2020 Hornet La Frappe feat. Leto & Rk                                  |
| 2020 | Week-end Caliente                             | FR16 Gold · (11 Wo.)FR | — | — | Erstveröffentlichung: 21. Februar 2020 Timal feat. Leto                                                |
| 2020 | Biberon Monsieur                              | FR69 (10 Wo.)FR | — | — | Erstveröffentlichung: 28. Mai 2020 Franglish feat. Leto & Tiakola                                      |
| 2020 | Incassable Famous                             | FR144 (1 Wo.)FR | — | — | Erstveröffentlichung: 12. Juni 2020 Lefa feat. Leto                                                    |
| 2020 | Après la pluie A l’ombre des lumières         | FR56 (6 Wo.)FR | — | — | Erstveröffentlichung: 28. September 2020 Hös Copperfield feat. Leto                                    |
| 2020 | Ride Fleur froide                             | FR53 Platin · (11 Wo.)FR | — | — | Erstveröffentlichung: 16. Oktober 2020 Tayc feat. Leto                                                 |
| 2020 | Four Le Fléau                                 | FR159 (1 Wo.)FR | — | — | Erstveröffentlichung: 13. November 2020 Cinco feat. Leto                                               |
| 2021 | La vie du binks 20/21                         | FR5 Platin · (21 Wo.)FR | — | — | Erstveröffentlichung: 1. Januar 2021 Da Uzi, Ninho & Sch feat. Hornet La Frappe, Leto, Sadek & Soprano |
| 2021 | HLM Dans les mains                            | FR73 (1 Wo.)FR | — | — | Erstveröffentlichung: 7. Januar 2021 Zkr feat. Leto                                                    |
| 2021 | Double l Petit Prince                         | FR43 (4 Wo.)FR | — | — | Erstveröffentlichung: 1. Oktober 2021 Larry feat. Leto                                                 |
| 2021 | Bipolaire No Cap, Vol.1                       | FR106 (2 Wo.)FR | — | — | Erstveröffentlichung: 12. November 2021 Kodes feat. Leto                                               |
| 2022 | Baby Girl Calypso: Winter Edition             | FR69 (4 Wo.)FR | — | — | Erstveröffentlichung: 7. Januar 2022 Joé Dwèt Filé feat. Leto                                          |
| 2022 | Bébé na bébé Van Bommel                       | FR119 (1 Wo.)FR | — | — | Erstveröffentlichung: 6. Mai 2022 Chilly feat. Leto                                                    |
| 2023 | No lèche –                                    | FR4 Platin · (30 Wo.)FR | — | — | Erstveröffentlichung: 15. März 2023 Gazo feat. Favé, Kerchak & Leto                                    |
| 2023 | Favel –                                       | FR89 (2 Wo.)FR | — | — | Erstveröffentlichung: 16. Juni 2022 Soso Maness feat. Leto                                             |
| 2024 | Gangsta et Célèbre Capitale du crime radio    | FR82 (1 Wo.)FR | — | — | Erstveröffentlichung: 4. Oktober 2024 La Fouine feat. Leto                                             |
| 2025 | Mwen an sa –                                  | FR19 Gold · (14 Wo.)FR | — | — | Erstveröffentlichung: 10. Januar 2025 Skunk feat. Tiitof & Leto                                        |
| 2025 | 10 ans d’âge Ultimatum                        | FR79 (2 Wo.)FR | — | — | Erstveröffentlichung: 9. Januar 2025 Timal feat. Leto & Gradur                                         |
| Folgende Lieder erschienen nicht als Single, wurden aber durch das Album zum Download und Streaming bereitgestellt und konnten somit eine Platzierung erlangen: |                                               | | | | |
| |                                               | | | | |
| 2018 | Hood La vie continue                          | FR186 (1 Wo.)FR | — | — | 4Keus feat. Leto                                                                                       |
| 2020 | Flashback Vie d’artiste                       | FR57 (4 Wo.)FR | — | — | 4Keus feat. Leto                                                                                       |
| 2020 | Mauvaise humeur Split                         | FR163 (1 Wo.)FR | — | — | Josman feat. Leto                                                                                      |
| 2020 | Big Meech R.I.P.R.O 4                         | FR52 (1 Wo.)FR | — | — | Lacrim feat. Leto                                                                                      |
| 2020 | Ma jolie Survie                               | FR7 Gold · (4 Wo.)FR | — | CH95 (1 Wo.)CH | Zola feat. Leto                                                                                        |
| 2020 | Le nord se souvient Stamina,                  | FR29 (2 Wo.)FR | — | — | Dinos feat. Leto                                                                                       |
| 2020 | Côté noir Le Fléau                            | FR38 (2 Wo.)FR | — | — | Maître Gims feat. Leto                                                                                 |
| 2021 | 0.9 Sur écoute                                | FR176 (1 Wo.)FR | — | — | Fresh Ladouille feat. Leto                                                                             |
| 2021 | Leak Fleur froide                             | FR93 (1 Wo.)FR | — | — | Tayc feat. Leto                                                                                        |
| 2022 | La familia Les autres c’est nous              | FR110 (1 Wo.)FR | — | — | Bigflo & Oli feat. Leto                                                                                |
| 2022 | Dans nos blocks Toujours +                    | FR55 (1 Wo.)FR | — | — | Mig feat. Leto                                                                                         |
| 2022 | N’écoute pas tes copines Trop tôt pour mourir | FR168 (1 Wo.)FR | — | — | Dosseh feat. Leto                                                                                      |
| 2023 | Chaque jour Brave                             | FR60 (2 Wo.)FR | — | — | Landy feat. Leto & RSKO                                                                                |
| 2024 | Life LVDR (La vie de roni)                    | FR166 (1 Wo.)FR | — | — | Maes feat. Leto                                                                                        |
| 2025 | Busy Hope.: Ayé                               | FR64 (… Wo.)FR | — | — | Kulturr feat. Leto                                                                                     |

Weitere Gastbeiträge
- 2017: Boston George (Cheu-B feat. Black D & Leto)

## Auszeichnungen für Musikverkäufe
| Goldene Schallplatte - Frankreich - 2025: für das Lied Jeu dangereux |

Anmerkung: Auszeichnungen in Ländern aus den Charttabellen bzw. Chartboxen sind in ebendiesen zu finden.
| Land/RegionAuszeichnungen für Musikverkäufe (Land/Region, Auszeichnungen, Verkäufe, Quellen) | Gold       | Platin     | Diamant     | Verkäufe  | Quellen         |
| -------------------------------------------------------------------------------------------- | ---------- | ---------- | ----------- | --------- | --------------- |
| Belgien (BRMA)                                                                               | Gold1      | —          | —           | 10.000    | ultratop.be     |
| Frankreich (SNEP)                                                                            | 18× Gold18 | 8× Platin8 | 6× Diamant6 | 4.899.998 | snepmusique.com |
| Insgesamt                                                                                    | 19× Gold19 | 8× Platin8 | 6× Diamant6 |           |                 |